# Le pietre di Montsegùr
Le pietre di Montsegùr è un album di Pippo Pollina.

## Il disco
Testi e musiche di Pippo Pollina; tranne: "Insieme" e "Terra" (testi di Pippo Pollina e Linard Bardill), "Lo sparviero" (musica di Pippo Pollina, Markus Kühne e Santino Famulari), "Ne pas se pencher au dehors" (musica di Pippo Pollina e Markus Kühne).
Arrangiamenti di Stefano Neri. Produzione artistica di Pippo Pollina e Stefano Neri.
Registrazioni e missaggi effettuati nel dicembre 1992 negli Hardstudios Winterthur da Klaus Strazicky; tranne "Terra" registrata all'Arco-Studio di Monaco di Baviera da Stefan Bock.

## Tracce
1. Elegia ai caduti (2.39)
2. Insieme (4.35)
3. Amici di ieri (3.30)
4. Ehi che stress (3.38)
5. Lo sparviero (3.53)
6. Terra (3.27)
7. Lungo il fiume dell'innocenza (3.53)
8. Primomaggio (2.43)
9. Ne pas se pencher au dehors (5.05)

## Musicisti
- Linard Bardill: voce in "Insieme"
- Jo Barnikel: sintesizer in "Terra"
- Tamara De Vito: voce solista in "Elegia ai caduti", cori
- Santino Famulari: pianoforte acustico in "Lo sparviero"
- Thomas Fessler: chitarre elettriche e acustiche
- Vera Kaa: voce in "Amici di ieri"
- Markus Kühne: sassofono
- Nico Looser: batteria
- Rolf Looser: violoncello in "Amici di ieri"
- Tony Majdalani: percussioni
- Stefano Neri: basso, sintesizer
- Pippo Pollina: voce solista, direzione del coro in "Elegia ai caduti", chitarre classiche e acustiche
- Christoph Stiefel: pianoforte acustico in "Elegia ai caduti", organo
- Peter Tiehuis: chitarra elettrica in "Terra"
- Robert Weber: accordeon in "Lungo il fiume dell'innocenza"
- Konstantin Wecker: pianoforte acustico e voce in "Terra"